# 胡安马·洛佩斯·伊图里亚加
胡安马·洛佩斯·伊图里亚加（西班牙語：Juanma López Iturriaga，1959年2月4日—），西班牙男子篮球运动员。他曾代表西班牙参加1980年和1984年夏季奥林匹克运动会篮球比赛，其中1984年奥运会获得一枚银牌。